# Cendon
Cendon is een plaats (frazione) in de Italiaanse gemeente Silea.